# L'insegnante va in collegio
L'insegnante va in collegio è un film commedia del 1978 diretto da Mariano Laurenti.

## Trama
Per sfuggire ai sequestri di persona, un ricco industriale del Nord, il commendator Riccardo Bolzoni, si trasferisce con la famiglia a Martina Franca dove, pur vivendo travestito da barbone, continua a frequentare l'amante e tenta, al tempo stesso, di sedurre la bella insegnante d'inglese di suo figlio Carlo. Lì, l'imprenditore si farà chiamare con il cognome Marconcini, sicuro che questo lo tenga al sicuro da ogni tentativo di rapimento.
Il ragazzo, davvero innamorato di lei, gli verrà preferito. Il commendatore perderà la moglie (fuggita col segretario) e l'amante oltre all'insegnante che sceglierà per l'appunto Carlo, venendo sequestrato malgrado tutte le sue precauzioni.

## Produzione
Il film è stato girato in Puglia, quasi completamente nel centro storico di Martina Franca: si riconoscono l'arco di Santo Stefano, le chiese di San Martino e San Michele Arcangelo, piazza Roma, via Saverio Mercadante, piazza Sant'Antonio e l'albergo Semeraro (poi hotel Villa Ducale, ora non più esistente).
Come per le varie pellicole dello stesso "filone", il Liceo è quello abituale sul lungomare di Trani.
Una  scena è ambientata ad Alberobello, altre in alcuni dintorni del bosco delle Pianelle, nel comprensorio dei comuni di Martina Franca, Noci e Massafra.